# Вааль (притока Оранжевої)

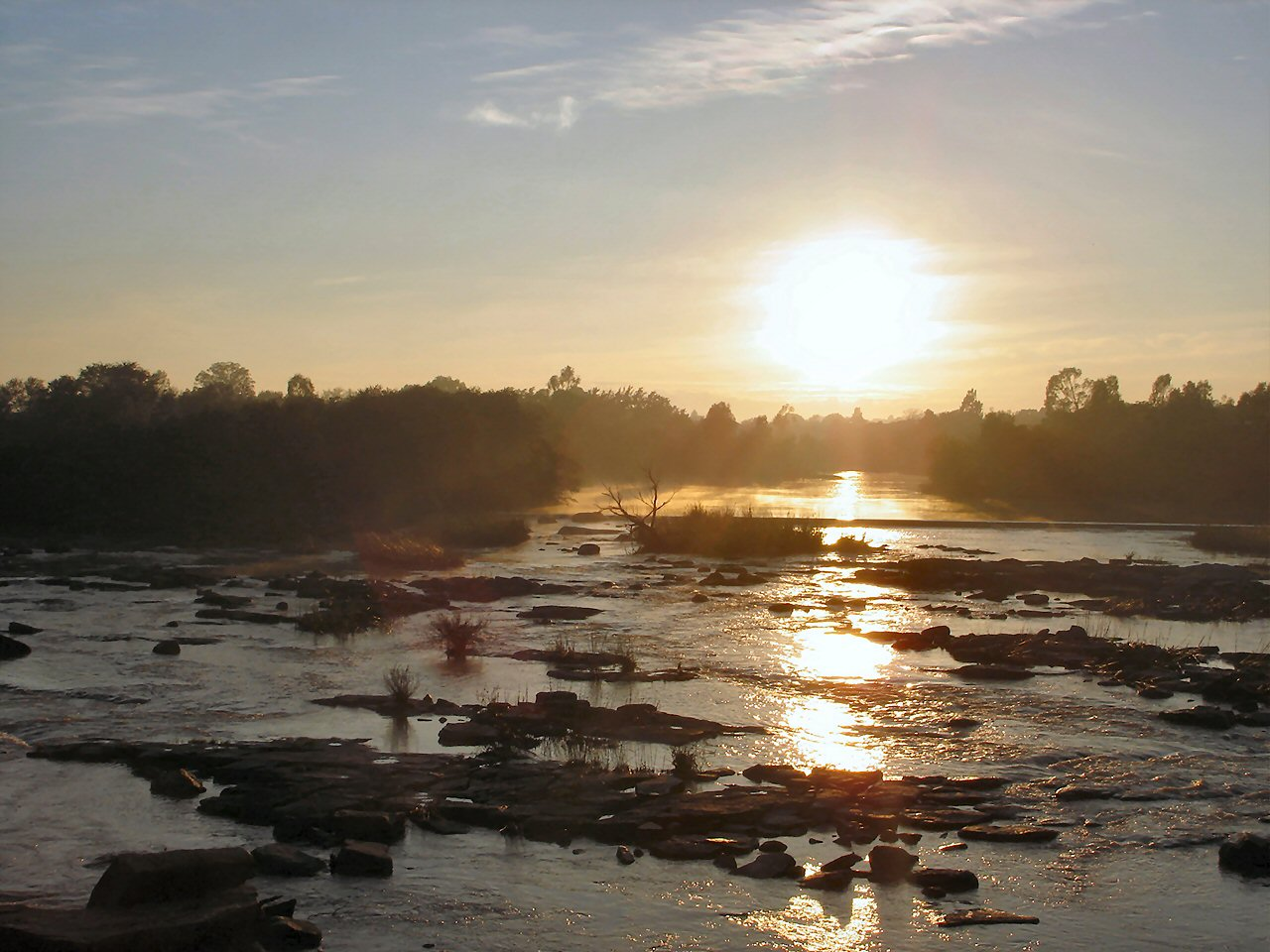
Схід Сонця над річкою

Ваа́ль (англ. Vaal River) — річка в Південній Африці, права притока річки Оранжевої.
Довжина річки становить 1 250 км. Площа басейну становить 196,5 тис. км². Пересічні витрати води — 125 м³/с. Паводки в листопаді-лютому.
Починається в Драконових горах як Еш-Рівер (ясенева річка). Перетинає їх та плато Вельд в глибокій долині. Майже на всьому протязі формує кордон між провінціями Мпумаланга, Гаутенг і Північно-Західна провінція на півночі та Вільною державою на півдні.
Несудноплавна. Використовується для водопостачання агломерації Йоганнесбурга та більшої частини Вільної держави. Річка є частиною зрошувальної системи Вааль-Хартс.
Вааль — голландська назва, пізніше мовою африкаанс. У деяких африканських племенах річка має інші назви — Ткі-Гарієп (бурською мовою). Вааль та Ткі перекладається як одноманітна. Назва походить від кольору річки, який отримується шляхом замулення води. У верхній течії має інші назви — Ліква (сіндебеле), Іква (зулу), Ейква (свазі).
Історично річка була кордоном між Бурською державою та Трансваалем, назва якого перекладається як після Вааля.
В 1938 році на річці була збудована велика гребля, перед якою утворилось водосховище Вааль-Вілге (площа — 300 км², глибина — 47 м). Вода озера використовується для водопостачання агломерації Йоганнесбурга. Гребля проходить через невеликий острів, на якому проводились секретні зустрічі з питань політики апартеїду.
Притоки: Вілге, Фет, Ріт (ліві), Хартс (права). На річці — місто Ферінігінг.